# Juan José Bernabé
Juan José Bernabé Pascual (n. Alicante (España); 28 de diciembre de 1975) es un exjugador de baloncesto que militó durante 7 temporadas en  Baloncesto León, siendo el jugador con más minutos en la historia de este club.

## Carrera
Juanjo Bernabé empezó a jugar en la cantera del Club Atlético Montemar hasta que en 1993 ficharía por el Vino de Toro Zamora. Posteriormente ficharía por el Cáceres C.B. donde disputaría 5 temporadas, una de ellas en el equipo vinculado CB Plasencia.
Posteriormente fue fichado por el Club Ourense Baloncesto, con el objetivo de subir el equipo a liga ACB. Lo logró en la temporada 1999/00 aunque después bajaría el conjunto a LEB, y en la 2004/05 a LEB-2.
En 2005 fichó por el Climalia Baloncesto León donde pronto se convirtió en uno de los puntales del equipo, y en su base titular. Cuando el Climalia Baloncesto León lo tenía todo a favor para lograr el ascenso, una inoportuna lesión de Juanjo Bernabé lastró fuertemente al equipo en el playoff, por lo que el Gipuzkoa Basket Club logró el ascenso. En la temporada siguiente fue una pieza clave para que el Climalia Baloncesto León lograra el ansiado ascenso a ACB.
A finales de la temporada 2009/10, el jugador entró en la historia del Baloncesto León al convertirse en el jugador que más minutos había disputado con la camiseta de la entidad desde que se conservan estadísticas oficiales (1990), desplazando del primer puesto a Xavi Fernández que en su momento había dejado la marca en 4.516 minutos.
Se retiró del baloncesto al término de la temporada 2017/18, militando en las filas del filial del Óbila Club de Basket.
Tiene una empresa de organización de eventos deportivos (https://web.archive.org/web/20120620153632/https://www.bcevents.es/)

## Trayectoria deportiva
- Cantera Club Atlético Montemar Alicante.
- 1993-94 Primera División. Vino de Toro Zamora.
- 1994-95 EBA. C.B. Ambroz Plasencia.
- 1994-99 ACB. Cáceres C.B.
- 1999-05 LEB. Club Ourense Baloncesto.
- 2005-12 ACB y LEB. Baloncesto León.
- 2015-18 Provincial. Óbila Club de Basket B.

## Internacionalidad
- Selección Española sub-21, Mundial Australia (1997)
- Selección Española Universiada de Palma de Mallorca (1999).